# Yamaha V9958
Yamaha V9958 — электронный компонент, микросхема видеоконтроллера (VDP, Video Display Processor), разработанная компанией Yamaha в 1988 году. Предназначена специально для использования в бытовых компьютерах стандарта MSX, и является стандартным видеоконтроллером для компьютеров MSX 2+ и Turbo R. Представляет собой улучшенный вариант микросхемы V9938, имеет обратную совместимость с Texas Instruments TMS9918. Как и V9938, также известна под названиями MSX-Video и E-VDP-II.
Помимо MSX-совместимых компьютеров, применялась в модуле расширения «TIM» для компьютера TI-99/4A.
Основные отличия V9958 от V9938 заключаются в наличии трёх новых растровых видеорежимов с моделью представления цвета YJK (до 19268 цветов) и наличии регистров горизонтальной прокрутки экрана.

## Технические характеристики
Краткие характеристики микросхемы:
- Видео-ОЗУ: 128 КБ + 64 КБ расширенной видеопамяти (вся видеопамять внешняя)
- Текстовые режимы: 80 x 24 и 32 x 24
- Разрешение: 512 x 212 (16 цветов из 512) и 256 x 212 (19268 цветов)
- Спрайты: 32 на экране, 16 цветов, отображение до 8 на одной горизонтальной линии
- Аппаратно реализованные операции копирования блоков, рисования линий, заливки. и другие. С использованием или без использования логических операций
- Вертикальное разрешение всех режимов может быть удвоено с помощью чередования строк
- Регистры горизонтальной и вертикальной прокрутки

Подробное описание характеристик см. в описании Yamaha V9938, со следующими дополнениями:
- Регистры горизонтальной прокрутки
- Растровые видеорежимы с моделью представления цвета YJK (похожа на YUV)
  - G7 + YJK + YAE: 256 x 212, 12499 цветов + палитра 16 цветов
  - G7 + YJK: 256 x 212, 19268 цветов
- Возможность выполнения аппаратных операций не только в растровых видеорежимах
- Функции работы с манипуляторами типа «мышь» и трекбол были удалены

## Терминология, используемая на MSX
В контексте MSX, экранные режимы часто называются по номеру, которые они имеют в MSX-Basic. Таблица соответствия этой нумерации и официальных названий:
| Номер режима в Бейсике | Режим видеоконтроллера VDP | Версия стандарта MSX |
| ---------------------- | -------------------------- | -------------------- |
| Screen 0 (ширина 40)   | T1                         | MSX 1                |
| Screen 0 (ширина 80)   | T2                         | MSX 2                |
| Screen 1               | G1                         | MSX 1                |
| Screen 2               | G2                         | MSX 1                |
| Screen 3               | MC                         | MSX 1                |
| Screen 4               | G3                         | MSX 2                |
| Screen 5               | G4                         | MSX 2                |
| Screen 6               | G5                         | MSX 2                |
| Screen 7               | G6                         | MSX 2                |
| Screen 8               | G7                         | MSX 2                |
| Screen 10              | G7 с YJK и YAE             | MSX 2+ и Turbo R     |
| Screen 11              | G7 с YJK и YAE             | MSX 2+ и Turbo R     |
| Screen 12              | G7 с YJK                   | MSX 2+ и Turbo R     |